# 若望·德·美第奇 (樞機)

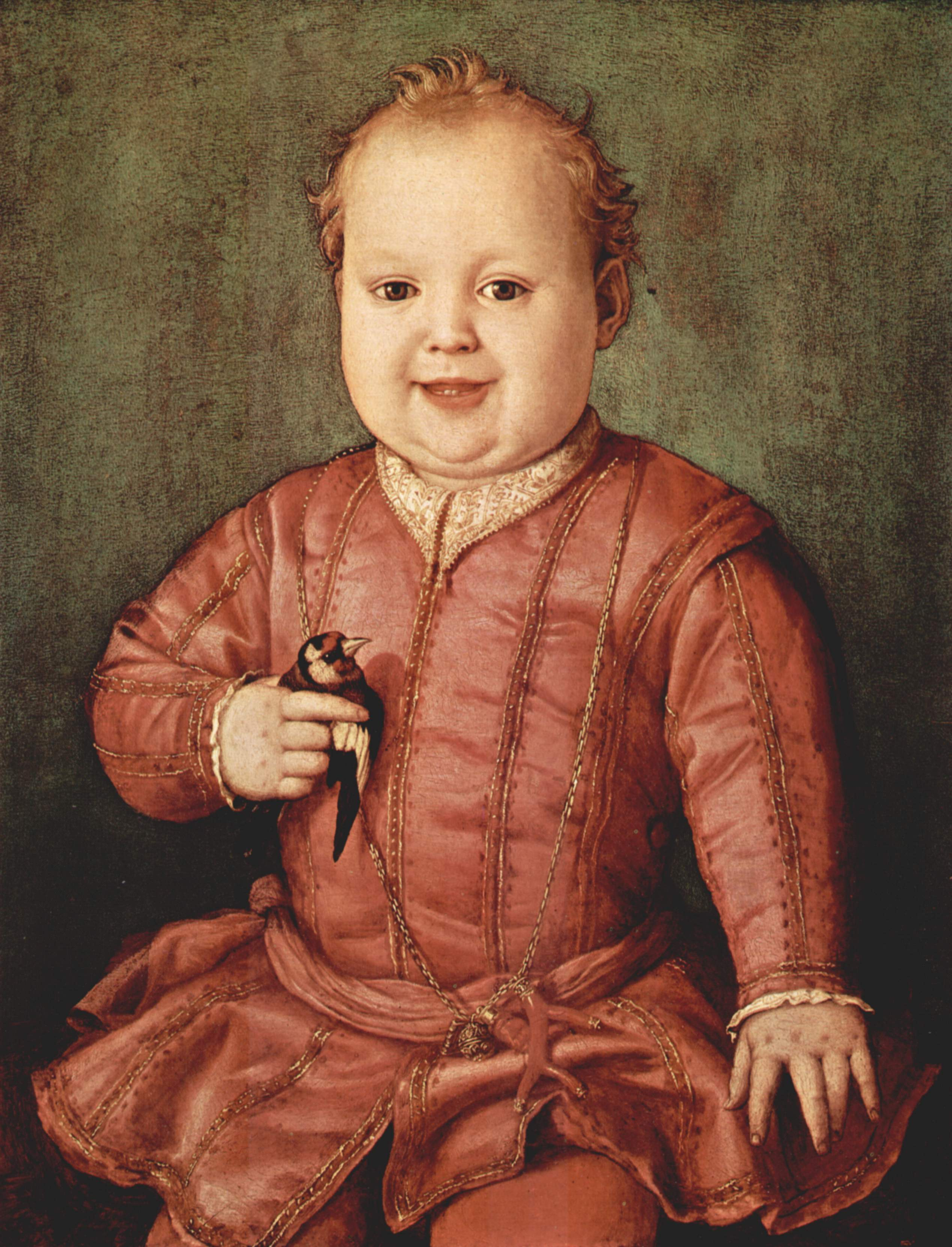
布龙齐诺所绘若望·德·美第奇的画像，佛罗伦萨乌菲兹美术馆馆藏

若望·迪·科西莫·德·美第奇（義大利語：Giovanni di Cosimo I de' Medici，1544年9月29日—1562年11月20日），是一位意大利的樞機。

## 传记
若望生于佛罗伦萨，是托斯卡纳大公科西莫一世的次子。当他的长兄弗朗切斯科一世·德·美第奇进入政坛后，若望开始担任神职工作。若望担任比萨總教區總主教后，教宗庇护四世於1560年1月31日將17岁的他擢升为樞機。
在感染结核病的2年后，若望在里窝那因为患上痢疾去世。他的母亲托莱多的埃利诺拉和兄弟加齐亚在几天后因同样的原因去世。